# Pomocná stráž Veřejné bezpečnosti
Pomocná stráž Veřejné bezpečnosti (PS VB) byla organizace působící v Československé socialistické republice zhruba v letech 1952 až 1990 při udržování veřejného pořádku.
Člen Pomocné stráže VB ve svém volném čase aktivně a zdarma pomáhal bezpečnostním orgánům. Každý pomocník nosil na rukávu civilního oděvu v době své služby modrou pásku s označením Pomocná stráž VB, později žlutou pásku s označením PS-VB. Podle zákona se členy Pomocné stráže Veřejné bezpečnosti mohli stát dobrovolně se hlásící českoslovenští státní občané starší 21 let, kteří (dobová fráze) „jsou oddáni socialistickému společenskému a státnímu zřízení a požívají všeobecné vážnosti a důvěry.“
Pomocná stráž Veřejné bezpečnosti (PS VB) do jisté míry posilovala bezpečnostní sbor, tedy VB. Sbor národní bezpečnosti (SNB) vznikl po II. světové válce v roce 1945 a dělil se na několik organizačních celků. Nejznámějšími byly Veřejná bezpečnost (VB) a Státní bezpečnost (StB). Ke složce Veřejné bezpečnosti, což byla uniformovaná složka, patřila po únoru 1948 i Pomocná stráž Veřejné bezpečnosti (PS VB).
Členové PS VB nebyli ozbrojeni, a pokud službu konali v přítomnosti uniformovaného příslušníka VB, byli podřízeni jeho příkazům.
Ačkoli členové PS VB z titulu svého členství nebyli automaticky vyzbrojeni zbraněmi, bylo členství v PS VB jednou z mála možností, jak získat povolení k držení a nošení krátké střelné zbraně v Československé socialistické republice. Viz nařízení Ministerstva vnitra č. 34/1962, Čl. 4. „Povolení k držení a nošení krátké střelné zbraně smí být vydáno jen osobám, jejichž charakter práce odpovídá následující nomenklatuře“, kde se člen PS VB objevuje a dále se uvádí „Tyto osoby se před vydáním povolení neprověřují“. 
Také Pohraniční stráž (PS) měla své pomocníky.

## Legislativa
Pomocná stráž Veřejné bezpečnosti byla ustavena de iure zákonem 286/1948 Sb. o národní bezpečnosti. V této fázi nebyla svým názvem dosud ani pojmenována – slovy zákona, volně citováno – „k ochraně lidově demokratického zřízení, státních hranic, majetku, bezpečnosti a veřejného pořádku bylo možno povolat spolehlivé, dobrovolně se hlásící občany“ (§ 15). Tamtéž zákon upravoval i pravomoci. 
Pomocná stráž Veřejné bezpečnosti byla fakticky zřízena až 15. 7. 1952.
Vyhláška 31/1952 Sb. o zevním označení členů Pomocné stráže Veřejné bezpečnosti vydaná na základě zákona 286/1948 Sb. stanovuje označení členů PSVB modrou rukávovou páskou. (Paralelně vyhláška 40/1957 Sb. upravovala vzhled zelené rukávové pásky pomocníků Pohraniční stráže, kteří byli ustanoveni toutéž statí zákona.)
Následně vyšla vyhláška 56/1962 Sb. o Pomocné stráži Veřejné bezpečnosti. Ta upravovala členství PSVB, nové zevní označení žlutou rukávovou páskou, pravomoci PSVB.
Novým zákonem 70/1965 Sb. o Sboru národní bezpečnosti byl zrušen dosavadní zákon 286/1948 Sb., avšak je zde výslovně stanoveno, že vyhlášky vydané na základě předchozího zákona se považují za vyhlášky vydané podle nového zákona. Jinými slovy vyhláška 56/1962 Sb. Pomocné stráži Veřejné bezpečnosti upravující členství, označení a pravomoci je i nadále v účinnosti.
Vyhláška z roku 1962 je zrušena až vyhláškou 76/1971 Sb. o Pomocné stráži Veřejné bezpečnosti. Nová vyhláška stanovuje podmínky členství, slib, organizaci jednotek PSVB, zevní označení a pravomoci.
Následně v roce 1974 vychází zákon 40/1974 Sb. o Sboru národní bezpečnosti a spolu s ním v jedné částce vyhláška 43/1974 Sb. o Pomocné stráži Veřejné bezpečnosti. Zákon upravuje podmínky členství, slib, organizaci jednotek PSVB, pravomoci, pověření ministerstva vydat vyhlášku, úpravu náhrad škody a povinnost mlčenlivosti. Vyhláška upravuje znění slibu, zevní označení, povinnosti členů PSVB, možnost ocenění členů a způsoby ukončení členství.
Vyhláška 3/1984 Sb. upravuje slib, vzhled rukávové pásky, samostatnost služby, plánování služeb, odměny a ukončení členství. Ruší vyhlášku 43/1974 Sb.
Zdroj

### Zevní označení

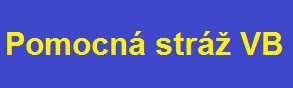
Rukávová páska Pomocná stráž VB podle vyhlášky 31 z roku 1952 Sb. Nepřesná rekonstrukce podle textu vyhlášky.

Vyhláška 31/1952 Sb. o zevním označení členů Pomocné stráže Veřejné bezpečnosti vydaná na základě zákona 286/1948 Sb. stanovuje zevní označení členů PSVB. Tím byla rukávová modrá páska šíře 90 mm se žlutým textem „POMOCNÁ STRÁŽ VB“ na prvním řádku a s číslem ve formátu 000–00 na druhém řádku, kde znaky jsou psány písmem o velikosti 20 mm a šířkou 4 mm, páska je opatřena úředním razítkem.

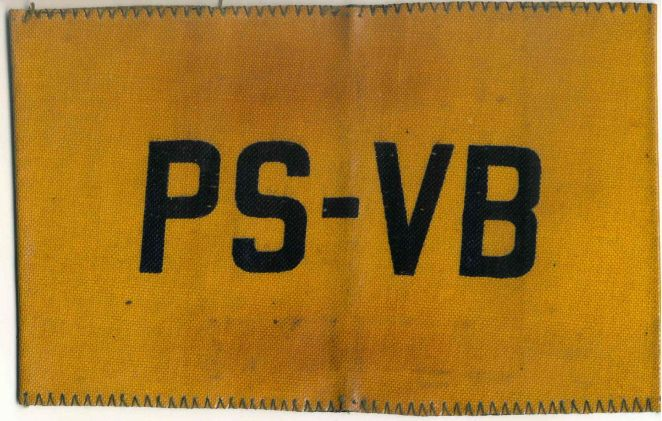
Rukávová páska PS-VB podle vyhlášky 56/1962 Sb.

Vyhláška 56/1962 Sb. o Pomocné stráži Veřejné bezpečnosti stanovuje jako zevní označení žlutou rukávovou pásku šíře 105 mm se modrým textem „PS-VB“ (se spojovníkem), kde znaky jsou psány modrým písmem o velikosti 35 mm a šíři 20 mm. Na vyžádání se člen PSVB prokazuje průkazem člena Pomocné stráže Veřejné bezpečnosti.
Vyhláška 76/1971 Sb. o Pomocné stráži Veřejné bezpečnosti stanovuje jako zevní označení žlutou rukávovou pásku šíře 105 mm se modrým textem „PS VB“ (s mezerou), kde znaky jsou psány modrým písmem o velikosti 35 mm a šíři 20 mm, páska je opatřena úředním razítkem. Na vyžádání se člen PSVB prokazuje průkazem člena Pomocné stráže Veřejné bezpečnosti.
Vyhláška 43/1974 Sb. o Pomocné stráži Veřejné bezpečnosti stanovuje jako zevní označení žlutou rukávovou pásku šíře 105 mm se modrým textem „PS VB“ (s mezerou), kde znaky jsou modrým psány písmem o velikosti 35 mm a šíři 20 mm, páska je opatřena úředním razítkem.
Na vyžádání se člen PSVB – ve smyslu zákona 40/1974 Sb. – prokazuje průkazem člena Pomocné stráže Veřejné bezpečnosti.

### Pravomoci
Původní pravomoci Pomocné stráže Veřejné bezpečnosti odpovídaly pravomocím příslušníků Sboru v rozsahu § 9 a § 10 zákona 286/1948 Sb.
Pravomoci poté upravovala vyhláška 56/1962 Sb. o Pomocné stráži Veřejné bezpečnosti. Ta umožňovala napomenout občana porušujícího veřejný pořádek, v závažnějších případech zjistit jeho totožnost, zastavovat a kontrolovat vozidla, zakázat jízdu opilému řidiči, zadržet osobu přistiženou při páchání trestného činu, zamezit jejímu útěku a zajistit důkazy. Tomu odpovídala na druhé straně povinnost občanů uposlechnout výzev.
Pravomoci pak nově stanovovala vyhláška Federálního ministerstva vnitra 76/1971 o Pomocné stráži Veřejné bezpečnosti. Podle té byl člen PS VB oprávněn vyzvat občana k upuštění od protiprávního jednání, napomenout občana porušujícího veřejný pořádek, a v závažnějších případech zjistit jeho totožnost, předvést občana na útvar Sboru národní bezpečnosti, pokud neprokáže totožnost nebo pokud jeho nepřístojnosti či narušení veřejného pořádku jsou zvlášť hrubé, zastavovat vozidla a provádět jejich kontrolu (zde již jen v odůvodněných případech a ne mimo obec za snížené viditelnosti), dále zakázat jízdu opilému řidiči nebo technicky nezpůsobilému vozidlu, zajišťovat důkazy a zjišťovat svědky ke spáchanému protiprávnímu činu; tolik samostatné pravomoci členů.
Při výkonu služby s příslušníkem VB mohli v zákonném rozsahu použít obušek nebo slzotvorný prostředek.
K další právní úpravě pravomocí došlo – tentokrát zákonem – zákonem 40/1974 Sb. o Sboru národní bezpečnosti. Členové Pomocné stráže Veřejné bezpečnosti byli oprávněni požadovat vysvětlení od osob (pachatelů i svědků) za účelem objasnění protiprávního jednání, při porušení veřejného pořádku občana napomenout nebo i jej vyzvat k prokázání totožnosti, ve stanovených případech vyzvat osobu k následování na útvar Veřejné bezpečnosti (neprokázání totožnosti, výtržnosti, páchání přečinu nebo trestného činu), zastavit vozidlo, jehož řidič se dopustil závažného porušení pravidel silničního provozu, a pak vyžadovat od řidiče potřebné doklady, dále zakázat jízdu opilému řidiči nebo z jiných vážných důvodů, zajistit místo činu. Při výkonu služby s příslušníkem VB mohli v zákonném rozsahu použít použít obušek nebo slzotvorný prostředek. (Pozn. 1: Oproti předchozím úpravám bylo postupně omezováno oprávnění zastavovat vozidla. Naproti tomu platná vyhláška 100/1975 Sb. o pravidlech silničního provozu uvádí pouze „zastavovat vozidla jsou oprávněni … členové Pomocné stráže Veřejné bezpečnosti …“; důvodem nesouladu je patrně fakt, že řidič je povinen zastavit vozidlo, a ne posuzovat, zdali bylo zastaveno oprávněně. Pozn. 2.: Vedle výše uvedeného se považovalo podle interních pokynů za legální zastavovat vozidla při usměrňování provozu, jako při uzavírkách, dopravní nehodě apod.)
Z pravomocí daných Pomocné stráži VB lze vysledovat tendenci postupného přechodu od složky více represivní ke složce více preventivní (tj. od pravomocí rozsahu policistů od r. 1948 až k pravomocem napomenutí občana nebo zastavení vozidla jen v závažných případech od r. 1974). Členové Pomocné stráže VB vykonávali hlídkovou službu samostatně nebo s příslušníkem SNB. (Výslovně je to stanoveno v § 56 vyhlášky 40/1974 Sb., dále tak nepřímo vyplývá z pravomocí, které jsou rozděleny na „pravomoci členů“ a „pravomoci členů v přítomnosti příslušníka“, resp. „pravomoci členů do příchodu příslušníka“).
Pravomoc zadržet osobu přistiženou při páchání trestného činu měl podle trestního řádu každý občan.

### Veřejný činitel
Podle výše uvedených obecně platných předpisů byl zevně označený člen Pomocné stráže Veřejné bezpečnosti veřejným činitelem.
(Judikát č. 40/1975 ze Sbírky soudních rozhodnutí nepřiznává soud status veřejného činitele členu Pomocné stráže Veřejné bezpečnosti při zákroku, to z důvodu, že se člen pouze prokázal služebním průkazem, avšak nebyl podle předpisu označen žlutou páskou PS VB; jinak byl člen Pomocné stráže VB veřejným činitelem ze zákona. Ač o 8 let dříve rozhodl soud zcela opačně – viz judikát 10/67 ohledně člena závodní stráže.)

### Zřízení, organizace a řízení
Ve svých počátcích byly jednotky PSVB zřizovány jen na venkově, jen tam, kde jsou JZD (jednotná zemědělská družstva), ČSSS (československé státní statky) nebo STS (strojní a traktorové stanice); kromě KSČ nebo ČSM tyto organizace spolurozhodovaly o přijetí nového člena. Jednotku tvořilo 3–10 osob v čele s vedoucím, kde každý měl odsloužit minimálně 12 hodin měsíčně. Porada vedoucích nebo členů jednou měsíčně. V letech 1953–1954 byly zakládány jednotky i na ostatních venkovských místech a ve městech.
V roce 1952 čítaly řady PS VB řádově stovky, v roce 1962 již kolem sta tisíce členů.
Jednotky PS VB byly zřizovány v základních útvarech VB, tedy při jednotlivých obvodních (místních) odděleních VB nebo při dopravních inspektorátech, a těm podléhaly. Jednotka PS VB byl souhrn individuálně přijatých členů. Dá-li se vůbec o Pomocné stráži Veřejné bezpečnosti hovořit jako o organizaci (dnešními pojmy sdružení, spolek), pak je tato organizace zřízena zákonem.
Nejvyšším dohledaným organizačním článkem je celostátní konference, dále pak krajské konference a okresní konference PSVB. Na její návrh mohl náčelník OVB OS SNB (patrně odbor Veřejné bezpečnosti okresní správy SNB) zřídit okresní štáb PSVB. Na základním útvaru působila jednotka PSVB v čele s vedoucím, v případě více jednotek může náčelník ZÚ VB zřídit obvodový štáb složený z vedoucích jednotek. Tuto vertikální strukturu považuji za poměrně formální: Činnost PSVB byla vymezena zákonem a rámcová témata či konkrétní úkoly zadávali jednotkám či členům PSVB příslušníci VB. Členské schůze jednotek ve významu rozhodovacího orgánu (např. pro přijímání nových členů) neexistovaly, schůze členů měly především význam operativně-organizační a vzdělávací.

## Hodnocení
Ve své době byla PSVB hodnocena obecně kladně jako prospolečenský faktor. Jednotliví občané měli k PSVB různá osobní stanoviska, od kladných (ochrana jejich majetku) po záporná. Někdy zazněla i oficiální kritika z vlastních řad. Dolňák, P.: K některým nedostatkům v práci s PSVB
Podle Stejskala (kapitola 4.2, str. 157) lze na otázku „co to bylo za lidi“ odpovědět: „obyčejní lidé“. Volně citováno: „Není možno podat podrobný popis sociální skupiny zapojující se do dobrovolné občanské participace na zajišťování bezpečnosti*, jako je věk, vzdělání, sociální a ekonomický status, a to z prostého důvodu, že je tento segment občanské populace příliš heterogenní.“

## Vybavení a finance
Členové PS VB byli podle zákona (vyhlášky) vybaveni rukávovou páskou a průkazem člena. Vedle toho byli zpravidla vybaveni svítilnou s barevnými filtry, zastavovacím terčem, kapesní příručkou, popř. tiskopisy předvolání nepřítomného pachatele dopravního přestupku („lístky za stěrač“).
Výkon funkce byl bezplatný. Přesto byly později členům vypláceny ročně náhrady, to 20 Kčs na baterie do svítilny a částky za opotřebení vlastního šatstva a obuvi ve výši 300 Kčs za alespoň 100 odsloužených hodin nebo 600 Kčs za alespoň 200 hodin nebo 1000 Kčs za alespoň 300 odsloužených hodin.
Pro členy PS VB vycházel bezplatný měsíčník Bezpečnost.

## Ostatní
Členové Pomocné stráže VB při obvodních odděleních VB vykonávali v samostatných hlídkách nebo v hlídkách s příslušníkem pochůzkovou činnost. Dále se účastnili na hromadných veřejných akcích místního i celospolečenského významu (1. máj, spartakiáda, lampionový průvod, venkovské lidové slavnosti, ale třeba i na tzv. dušičky atd.) zpravidla skrze dopravní uzávěru prostoru a jako pořádkové hlídky. Členové PS VB získávali a předávali poznatky k trestné činnosti, k hrozícím škodám, k jiným rizikům, popř. pak poznatky pro kontrarozvědku o pohybu kapitalistických diplomatických vozidel. Prevenci a osvětě se věnovaly nejčastěji ženy. Z hlediska sociálního složení byli členové v občanském životě zaměstnanci nejrůznějších profesí a vzděláním od vyučených až po vysokoškoláky. Většinou byli členy muži. Pomocná stráž Veřejné bezpečnosti byla nepolitická organizace, stranická příslušnost nebyla podmínkou členství. Doporučení národního výboru pro žadatele o členství bylo v zásadě kladné, národní výbor měl tímto zákonným ustanovením možnost vetovat přihlášku nevhodné osoby.

## Srovnání
Paralela profesionální a neprofesionální složky se vyskytuje na více místech:
- Hasičský záchranný sbor – Jednotka sboru dobrovolných hasičů
- Profesionální zdravotnictví – Český červený kříž, Vodní záchranná služba, Horská služba
- Armáda České republiky – Aktivní zálohy

Vedle toho byla a je řada stráží, coby neplacených funkcí: Rybářská stráž, myslivecká stráž, lesní stráž, stráž přírody, dříve vodní stráž.
Kromě výše zmíněných působí ve veřejném zájmu značné množství spolků (občanských sdružení) a obecně prospěšných společností. Namátkou např. Bílý kruh bezpečí pro pomoc obětem trestných činů, občanské poradny s poměrně širokým záběrem konzultačních služeb ve věcech různých životních situací občanů, spotřebitelské organizace pro pomoc poškozeným spotřebitelům, dluhové a insolvenční poradny.

## Historie a dnešek v tuzemsku
- Okolo roku 1848 – ostrostřelecké spolky, národní gardy (české království – několik desítek tisíc členů).
- Po roce 1918 a znovu po roce 1938 participace tělovýchovné organizace Sokol na strážní službě.
- První republika – ochranné ozbrojené sbory politických stran – Proletářská obrana, Dělnická stráž, Ordnerdienst, Freiwilliger Schutzdienst, Svaz stráže svobody, Rote Wehr / Republikanische Wehr.
- Stráže bezpečnosti, zřízené zákonem roku 1928.
- Pomocná stráž Veřejné bezpečnosti od roku 1952, podobně pomocníci Pohraniční stráže.[1]

Pomocná stráž VB dnes již neexistuje – zákon o Policii České republiky, ani zákon o obecní policii nepřevzal ze zákona o SNB oficiální dobrovolnou spolupráci s civilními občany. Přesto se lze setkávat s občany ve funkci asistent městské policie nebo asistent prevence kriminality. Tito lidé nejsou strážníky (nemají předepsané zkoušky), jsou občanskými zaměstnanci samosprávy zařazenými v obecní policii a plní úkoly, které nejsou podle zákona svěřeny výhradně strážníku nebo čekateli. Jejich význam spočívá zejména v preventivním působení na veřejnost, popř. v působením na problémovou komunitu (z jejíhož středu často preventista kriminality pochází).
ČR, na rozdíl od řady jiných evropských zemí, nemá dobrovolné občanské aktivy typu PSVB.